# Tebat Jaya
Tebat Jaya is een bestuurslaag in het regentschap Ogan Komering Ulu van de provincie Zuid-Sumatra, Indonesië. Tebat Jaya telt 4044 inwoners (volkstelling 2010).